# Insheim
Insheim é um município da Alemanha localizado no distrito de Südliche Weinstraße, no estado da Renânia-Palatinado. É membro da associação municipal de Verbandsgemeinde Herxheim.

## Polítia
Cadeiras ocupadas na comunidade:
|      | SPD | CDU | GRÜNE | FWG | Gesamt      |
| 2009 | 3   | 6   | 2     | 5   | 16 Cadeiras |
| 2004 | 3   | 6   | 1     | 6   | 16 Cadeiras |